# Pod (musikalbum)
Pod är debutalbumet av gruppen The Breeders. Albumet spelades in 1989 i Edinburgh, Skottland och producerades av Steve Albini. Kim Deal, känd främst från Pixies, kände att hon ville skriva egna låtar, något hon sällan fick göra i Pixies. Hon skapade därför den alternativa rockgruppen The Breeders och under samma skivbolag (4AD) släppte de sitt debutalbum i maj 1990. Bandet fick en budget på $11 000 och de rekryterade då producenten Steve Albini, som tidigare hade arbetat med Deal på Pixies debutalbum Surfer Rosa.

## Låtlista
Alla låtar är skrivna och komponerade av Kim Deal, om inte annat anges. 
| Nr  | Titel                                                 | Längd |
| --- | ----------------------------------------------------- | ----- |
| 1.  | Glorious (skriven av Deal och Halliday)               | 3:23  |
| 2.  | Doe (skriven av Deal och Halliday)                    | 2:06  |
| 3.  | Happiness Is a Warm Gun (skriven av Lennon–McCartney) | 2:46  |
| 4.  | Oh!                                                   | 2:27  |
| 5.  | Hellbound                                             | 2:21  |
| 6.  | When I Was a Painter                                  | 3:24  |
| 7.  | Fortunately Gone                                      | 1:44  |
| 8.  | Iris                                                  | 3:29  |
| 9.  | Opened                                                | 2:28  |
| 10. | Only in 3's (skriven av Deal och Donelly)             | 1:56  |
| 11. | Lime House                                            | 1:45  |
| 12. | Metal Man (skriven av Deal och Wiggs)                 | 2:46  |